# Кам'янка (притока Пруту)
Кам'янка — річка в Україні, в межах Яремчанської міської ради Івано-Франківської області, ліва притока Пруту (басейн Дунаю).

## Опис
Довжина річки приблизно 9 км. Формується з багатьох безіменних струмків.

## Розташування
Бере початок на сході від гори Синячки. Тече переважно на південний схід частково через Карпатський національний природний парк і у Яремче впадає у річку Прут, ліву притоку Дунаю.